# Beyron Carlsson
Carl Beyron Carlsson, född 18 december 1869 i Stockholm, död där 5 januari 1928, var en svensk publicist.

## Biografi
Föräldrar var kaféägaren Knut Carlsson och Constance Hultgren. Efter studentexamen 1888 studerade Carlsson 1888-1891 vid Uppsala universitet. Han medarbetade i dagspressen och verkade som veckotidningsredaktör i Veckojournalen 1914–1918 samt 1921–1922, Kasper 1920, och Idun 1922–1928. En brett populär hållning kännetecknar såväl hans redaktörskap som hans flitiga verksamhet som kåsör under pseudonymerna Celestin och Floridor. Carlson uppträdde också som entusiastisk Stockholmsskildrare i två verk.
I eftertid är han speciellt känd för sitt kåseri "Den skinnsjuke grefven", som ger sig ut för att vara översatt från danska, och som med medvetna felöversättningar presenterar en lång rad dansk-svenska språkfällor.